# Daito Takahashi
Pour les articles homonymes, voir Takahashi.
Daito Takahashi (高橋大斗, Takahashi Daito), né le 16 décembre 1980 à Kitaakita, est un spécialiste japonais du combiné nordique. 

## Carrière
Il a commencé sa carrière durant la saison 1999-2000, puis a participé aux Jeux olympiques de Salt Lake City en 2002, où il a obtenu son meilleur résultat olympique en individuel avec une sixième place en sprint quelques semaines après son premier podium en Coupe du monde lors du sprint de Liberec (troisième). En mars 2004, il remporte à Lahti deux victoires en deux jours. Lors éditions 2006 et 2010 des Jeux olympiques, il termine à chaque fois sixième de l'épreuve par équipes.
En 2007, il a été victime d'une chute lors des Championnats du monde de Sapporo, s'en tirant sans blessures majeures.
En 2014, il a fait ses débuts en Coupe du monde de saut à ski à Sapporo, terminant dans les points à la 30e position.

## Palmarès

### Jeux olympiques d'hiver
| Épreuve / Édition | Épreuve / Édition | Salt Lake City 2002              | Turin 2006                       | Vancouver 2010                   |
| Par équipes       | Par équipes       | 8e                               | 6e                               | 6e                               |
| Sprint            | Sprint            | 6e                               | 15e                              | Épreuve inexistante à cette date |
| Gundersen         | Gundersen         | 37e                              | Abandon                          | Épreuve inexistante à cette date |
| Gundersen         | PT                | Épreuve inexistante à cette date | Épreuve inexistante à cette date | 27e                              |
| Gundersen         | GT                | Épreuve inexistante à cette date | Épreuve inexistante à cette date |                                  |

### Championnats du monde
| Épreuve / Édition            | Épreuve / Édition            | Lahti 2001                       | Val di Fiemme 2003               | Oberstdorf 2005                  | Sapporo 2007                     | Liberec 2009                     | Oslo 2011                        |
| Sprint                       | Sprint                       | 24e                              | 29e                              | 10e                              | Non classé                       | Épreuve inexistante à cette date | Épreuve inexistante à cette date |
| Départ en ligne (Mass start) | Départ en ligne (Mass start) | Épreuve inexistante à cette date | Épreuve inexistante à cette date | Épreuve inexistante à cette date | Épreuve inexistante à cette date | 14e                              | Épreuve inexistante à cette date |
| Individuel (Gundersen)       | PT (K90 + 10 km)             | Épreuve inexistante à cette date | Épreuve inexistante à cette date | Épreuve inexistante à cette date | Épreuve inexistante à cette date | 21e                              | 45e                              |
| Individuel (Gundersen)       | GT (K120 + 10 km)            | Épreuve inexistante à cette date | Épreuve inexistante à cette date | Épreuve inexistante à cette date | Épreuve inexistante à cette date | 25e                              | 34e                              |
| Gundersen                    | Gundersen                    | 12e                              | 10e                              | Non classé                       | —                                | Épreuve inexistante à cette date | Épreuve inexistante à cette date |
| Par équipes                  | Par équipes                  | 5e                               | 6e                               | —                                | —                                | —                                | Épreuve inexistante à cette date |
| Par équipes                  | PT                           | Épreuve inexistante à cette date | Épreuve inexistante à cette date | Épreuve inexistante à cette date | Épreuve inexistante à cette date | Épreuve inexistante à cette date | 6e                               |
| Par équipes                  | GT                           | Épreuve inexistante à cette date | Épreuve inexistante à cette date | Épreuve inexistante à cette date | Épreuve inexistante à cette date | Épreuve inexistante à cette date | —                                |

### Coupe du monde
- Meilleur classement final : 5e en 2002 et 2004.
- 7 podiums dont 2 victoires.

#### Détails des victoires
| Édition / Épreuve | Gundersen | Sprint |
| 2004              | Lahti     | Lahti  |